# Copa del Rey de balonmano 2021-22
La Copa del Rey de balonmano 2021-22 es la 45ª edición de la Copa del Rey de Balonmano. La fase final de la Copa del Rey se disputó en Antequera entre el 25 de marzo y el 27 de marzo de 2022, acogiendo los cuartos de final, las semifinales y la final de la competición.

## Primera ronda
| Local | Resultado | Visitante |
| ----- | --------- | --------- |
|       |           |           |

## Fase final
|  | Cuartos de final                | Cuartos de final                | Cuartos de final                |                                 |                  | Semifinales      | Semifinales | Semifinales |  |              | Final        | Final | Final |  |
|  |                                 |                                 |                                 |                                 |                  |                  |             |             |  |              |              |       |       |  |
|  |                                 |                                 |                                 |                                 |                  |                  |             |             |  |              |              |       |       |  |
|  | FC Barcelona                    | FC Barcelona                    | 35                              |                                 |                  |                  |             |             |  |              |              |       |       |  |
|  | FC Barcelona                    | FC Barcelona                    | 35                              |                                 |                  |                  |             |             |  |              |              |       |       |  |
|  | S. C. D. R. Anaitasuna          | S. C. D. R. Anaitasuna          | 32                              |                                 |                  |                  |             |             |  |              |              |       |       |  |
|  | S. C. D. R. Anaitasuna          | S. C. D. R. Anaitasuna          | 32                              |                                 | FC Barcelona     | FC Barcelona     | 36          |             |  |              |              |       |       |  |
|  |                                 |                                 |                                 |                                 | FC Barcelona     | FC Barcelona     | 36          |             |  |              |              |       |       |  |
|  |                                 |                                 | Frigoríficos Cangas de Morrazo  | Frigoríficos Cangas de Morrazo  | 28               |                  |             |             |  |              |              |       |       |  |
|  | Frigoríficos Cangas de Morrazo  | Frigoríficos Cangas de Morrazo  | Frigoríficos Cangas de Morrazo  | Frigoríficos Cangas de Morrazo  | 28               | 33               |             |             |  |              |              |       |       |  |
|  | Frigoríficos Cangas de Morrazo  | Frigoríficos Cangas de Morrazo  |                                 |                                 |                  |                  |             |             |  |              |              |       |       |  |
|  | Ademar León                     | Ademar León                     | 32                              |                                 |                  |                  |             |             |  |              |              |       |       |  |
|  | Ademar León                     | Ademar León                     | 32                              |                                 |                  |                  |             |             |  | FC Barcelona | FC Barcelona | 30    |       |  |
|  |                                 |                                 |                                 |                                 |                  |                  |             |             |  | FC Barcelona | FC Barcelona | 30    |       |  |
|  |                                 |                                 | C. B. Granollers                | C. B. Granollers                | 26               |                  |             |             |  |              |              |       |       |  |
|  | Bidasoa Irún                    | Bidasoa Irún                    | C. B. Granollers                | C. B. Granollers                | 26               | 36               |             |             |  |              |              |       |       |  |
|  | Bidasoa Irún                    | Bidasoa Irún                    |                                 |                                 |                  |                  |             |             |  |              |              |       |       |  |
|  | C. B. Granollers                | C. B. Granollers                | 37                              |                                 |                  |                  |             |             |  |              |              |       |       |  |
|  | C. B. Granollers                | C. B. Granollers                | 37                              |                                 | C. B. Granollers | C. B. Granollers | 34          |             |  |              |              |       |       |  |
|  |                                 |                                 |                                 |                                 | C. B. Granollers | C. B. Granollers | 34          |             |  |              |              |       |       |  |
|  |                                 |                                 | Ángel Ximénez-Avia Puente Genil | Ángel Ximénez-Avia Puente Genil | 26               |                  |             |             |  |              |              |       |       |  |
|  | Los Dólmenes Antequera          | Los Dólmenes Antequera          | Ángel Ximénez-Avia Puente Genil | Ángel Ximénez-Avia Puente Genil | 26               | 21               |             |             |  |              |              |       |       |  |
|  | Los Dólmenes Antequera          | Los Dólmenes Antequera          |                                 |                                 |                  |                  |             |             |  |              |              |       |       |  |
|  | Ángel Ximénez-Avia Puente Genil | Ángel Ximénez-Avia Puente Genil | 26                              |                                 |                  |                  |             |             |  |              |              |       |       |  |
|  | Ángel Ximénez-Avia Puente Genil | Ángel Ximénez-Avia Puente Genil | 26                              |                                 |                  |                  |             |             |  |              |              |       |       |  |
|  |                                 |                                 |                                 |                                 |                  |                  |             |             |  |              |              |       |       |  |

| Liga de Campeones EHF 2017-18 |
| ----------------------------- |
|                               |
| FC Barcelona 26.o Título      |